# Radiostationen i Grimeton
Radiostationen i Grimeton ligger i Grimeton sogn, Varbergs kommun, Sverige.

## VLF-radiostationen
VLF-radiostationen i Grimeton blev bygget i 1924 med henblik på transatlantisk radiokommunikation - og blev sat i kommerciel drift 1. december 1924 - og officielt indviet af Gustav 5. af Sverige den 2. juli 1925.
Grimeton Radio SAQ blev optaget på UNESCO's Verdensarvsliste i 2004. SAQ (* * *, * -, – – * -) er morsetegnene for radiostationen. Det var Ernst Alexanderson, der stod bag konstruktionen. 
Først sendtes på VLF 17,2kHz med 200kW. VLF-antennen består af seks 127 meter høje fritstående stålmaster på en 2,2 km lang række.
- Senderposition (1. mast): 57°06′20.0″N 12°23′25.0″Ø / 57.105556°N 12.390278°Ø
- 6. antennemasts position: 57°05′57.5″N 12°22′46.9″Ø / 57.099306°N 12.379694°Ø

VLF-radiostationen har 100 års jubilæum 1. december 2024 - 2. juli 2025.